# أنطونين أرتو
أنطونين أرتو (بالفرنسية: Antonin Artaud) (ولد في مرسيليا في 4 سبتمبر 1896 - توفي في باريس 4 مارس 1948) هو شاعر سريالي وممثل كما أنه ناقد وكاتب ومخرج مسرحي فرنسي. ساهم في بلورة ما يعرف بمسرح القسوة في كتابة الخاص «المسرح وقرينه» الذي يعد المرجع الأول لتوجهه المسرحي. ويعد أرتو امتدادا طبيعيا لاتجاهات رفض الواقعية والتمرد عليها، ولكنه ذهب إلي مدي أبعد من الذي ذهب إليه أصحاب اتجاهات مناهضة الواقعية. لقد التقت أفكار أرتو مع الكثير من آراء شعراء العرض المسرحي «كريج وأبيا» ولكنه تميز عنهما في قدرته علي صياغة نظرية قائمة بذاتها، بل تستند إلى أسس فلسفية راسخة وهي ما يطلق نظرية القسوة "Theory of Cruelty ".و قد آثرت بكثير من مخرجي ما بعد الحرب العالمية الثانية.

## حياته
ولد أنطونين ماري جوزيف أرتو في مرسيليا في 4 سبتمبر 1896 - توفي في باريس 4 مارس 1948، لأبوين من أصول يونانية، ونشأ في عائلة صارمة، كان لوالديه تسعة أولا ولكن لم يبق منهم علي قيد الحياة سوي «أنطونين» وأخته، في عمر الرابعة بدأت أعراض المرض تظهر علي أرتو بما يعرف «بالتهاب السحايا»، وظلت نوبات الألم تلازمه طوال حياته، وقد تسبب ذلك المرض في جعل آرتو شخصا ً عصبيا ً في فترة مراهقته. كما عانى من آلام عصبية ومن التلعثم ونوبات الاكتئاب. وقضى عدة سنوات من عمره في مستشفى الأمراض العقلية. وفي أواخر عمره إصيب بسرطان الأمعاء. قضي ارتوحياته ما بين المنتجعات الصحية والمصحات النفسية في محاولة من عائلته لعلاجه من مرض الزهري الوراثي كما كان لأرتو علاقة بالمخدرات، التي ادمن علي تعاطيها طوال حياته عندما وصفها له أحد الأطباء كعلاج من الألم المزمن.
و في عام 1919 في أثناء الحرب العالمية الأولي، استدعي أرتو إلي جبهة القاتل ومكث فيها تسعة أشهر، ولكنه حصل علي إعفاء بسبب اصابته بمرض التجوال النومي، ويري فينيكل أن حركات المتجول النائم قد تكون استجابة للمحتوي الظاهر للحلم والصراعات الكامنة في صميم الحلم وأساسه بقدر ما يمكن أن يكون هروبا من ذلك الفراش، ويمكن أن يكون التجوال في ذاته هو ما يسعي إليه المريض للوصول إليه كأن يكون مكانا ينطوي علي أمكانية لإشباع الحفزات اللاشعورية أو مكانا أمنا مناهضا لهذه الحفزات ويضمن المريض ألا يتحقق فيه إشباع للحفرزة الغريزية أو هو جمع ما بين الأمرين.
في شهر ماس من عام 1920 احضره والده إلي باريس بعد أن تحسنت حالته قليلا وأصبح أنطونين أرتو تحت رعاية " إدوارد تولوز " الذي لعب دورا مهما في حياة أرتو، حيث أنه لم يكن طبيبه النفسي وحسب بل إيضا كان طريقه إلي عالم الأدب والفن، فتولوز كان رئيسا لدورية أدبية تصدر في باريس، وقد وجد تولوز بأرتو موهبة فريدة، في هذه المرحلة بدأ أرتو يقرأ أعمال مثل " بودليير، رامبو، ادجار آلان بو، وإيضا بدأ بكتابة أولي قصائده في هذا الوقت.

## بدايات
هناك مشتركات دفعت أرتو للاهتمام بهؤلاء الشعراء أكثر من غيرهم، فهم أصحاب ثور فنية وادبية في مجالات إبداعهم، فمثلا رامبو قد عاش حياة قاسية، بعد تعرضه للاعتداء الجنسي من قبل المحاربين الإنجليز، مما جعله يرفض كل قيمة في الحياة ويهيم في رحلات بعيدة مثل أرتو تماما باحثا عن الخلاص الروحي.و كذلك لجأ «بو» إلي الثقافة الشرقية والدين الإسلامي ليستقي منه أفكارا لمؤلفاته مبتعدا عن الثقافة الغربية التي كان يحيا بكنفها.
أما بودلير فهو شاعر ثوري متمرد ويعتبر صاحب البيان الأول لقصيدة النثر، تلك الهيئة الشعرية التي صاغ أرتو من خلالها قصائده، ذلك لإضافة إلي صيغة الرفض التي تحلي بها أشعار كل من أرتو وبودلير، من رفض المدنية وحتي السلطة الإلهية.
ساهم بعد ذلك في تكوين الحركة السريالية في عام 1925 وعين مديرا للمكتب المركزي للبحوث السريالية، لكنه سرعان ما طرد من الحركة عام 1926 بعد خلافاته مع «أندريه بريتون»، وبعد ذلك بعام قام بتأسيس مسرح «ألفريد جاري» بالتعاون مع «روجر فيتراك» وقام بأخراج مسرحيات عديدة مثل «حلم»، «اسرار الحب»، «فيكتور أو الأطفال يصلون إلي السلطة».
في عام 1935 أنشأ مسرحه المسمي ب«مسرح القسوة» وقام بتطبيق افكاره النظرية في عرض يحمل اسم «آل شنشي»، بعدها سافر إلي المكسيك عام 1936 ولحظة عودته إلي فرنسا تم القبض عليه في ميناء «الهافر» نتيجة لحالته الصحية المزرية ليقضي قرابة ثمان سنوات من حياته حبيس سلسلة من المصحات الالعقلية، مما كانت له عظيم الأثر في تكوين فكر أرتو وبلورة ابداعاته.

## مكونات فكر أرتو
هناك تماس بين أرتو والتعبيرية حيث أنها " حركة روحية تهدف إلي إعادة تشكيل الإنسان والمجتمع دون التقيد ببرنامج سياسي محدد، وهذا يتفق مع اهداف أرتو التي اعلنها عندما شجب للاحتماعات الشيوعية للسرياليين، ووصف جهودهم بأنها تفاؤلية ساذجة ، وأكد أن الحرية التي بنشدها تأتي من الخلاص الروحي وليس من التغيرات السياسية.
و لكن أهم العناصر المكونة لفكر أرتو تتلخص في: ألفريد جاري، الحركة السريالية، مسرح جزيرة بالي.

## ألفريد جاري
ألفريد جاري " 1873 - 1907 " مسرحي فرنسي، كان من بين الذين قاموا لمناهضة ما كان عليه المسرح الفرنسي في هذه المرحلة، والذي يعد صاحب الثورة الأولي بالمسرح والذي أسس الاتجاه «الباتافيزيقي» ويعنب به الوصول بالمسرح -كتجربة فنية- إلي ما وراء الطبيعة، أي البحث عن الحقيقة الفنية فيما وراء الميتافيزيقا، ويضع جاري تعريفا للباتافيزيقي بأنها
| أنطونين أرتو | علم ما بعد الميتافيزيقا : علم ما بعد ما وراء الطبيعة و أن نسبته إلي ما وراء الطبيعة مثل نسبة ما وراء الطبيعة إلي الطبيعة ، و أنه علم الحلول الخيالية | أنطونين أرتو |

.
، فقد كانت أعماله التي ابدعها في النصف الثاني من العقد التاسع عشر بمثابة الشرارة التي أضاءت التجارب المببكرة الأولي في أوائل القرن العشرين. وقد انطلق في أعماله المسرحية من الرمزية التي ابتعد أو بالأحري تخلي عنها في ما بعد ليمد مسرحه بصبغة ساخرة قربته ألي العبثية بعد ذلك من خلال سلسلة مسرحياته «أوبو ملكا» والتي فتحت بابا واسعا أمام المسرح الدادي والسريالي وكذلك كانت تعد الارهاصة الأولي لمسرح العبث، كان لجاري تأثيرت عديدة علي مختلف المبدعين وكان من أبرزهم «أنطونين أرتو».
كما ثار جاري علي القوالب الجامدة التي ورثها المسرح كان أرتو يحمل نفس هذه الروح الرافضة، عندما قال
| أنطونين أرتو | إنها مثنية و مثبتة في اشكالها لا تبلي حاجة العصر و تلك العبارة الجديدة، عبارة الروائع المثبتة ، سمات التوافق البرجوازي | أنطونين أرتو |

.
أي ذلك الزيف الشكلي الذي يرتبط به المجتمع البرجوازي وعلي شاكلة جاري إيضا كان أرتو يعلن ازدراءه لطرق الإخراج المسرحي القديم والمسرح التقليدي، الذي يراه مصطنعا ولذلك أنشأمسرح جاري الذي كان الهدف من ورائه هو المشاركة في تدمير المسرح القائم، وذلك عن طريق وسائل مسرحية جديدة أي من الداخل.
تعد فلسفة جاري بمثابة ميلاد حركات تحررية واسعة النطاق بالمسرح، تم عرض أول مسرحية من مسرحيات ألفريد جاري في 10 ديسمبير1896م وهي مسرحية «أوبو ملكا» والتي استطاع جاري من خلالها خلق نوع جديد من المسرح لا يقوم علي مناقشة أو عرض الأفكار والقضايا الحادة، وإنما يهدف أساسا لي تفريغ جميع الأفكار والقضايا من جديتها، وإظهار عبثيتها عن طريق المعالجة المرحة الساخرة في الحوار، وإيضا عن طريق تغير شكل العرض المسرحي تغييرا جذريا بحيث يصبح لوحة تتسم في آن واحد بالعبثية والهزلية. كما حاول جاري في هذه المسرحية أن يجعل الممثل يستخدم ما أسماه بالإشارة أو الجملة المعبرة العالمية، بدلا من الاعتماد علي اللغة، وفضل استخدام الأقنعة علي المكياج المسرحي، كما فضل استخدام اللوحات المكتوبة للدلالة علي المكان بدلا من تغيير الديكور، ومن هنا يتضح محاولته لأحاله اللغة المنطوقة وإحلال لغة الموسيقي والأقنعة والمكياج وغيرها من التقنايات مكانها.
لقد اتسم جاري في أسلوبه بالحياة بالغرابة الشديدة والمفرطة في ملبسه وتصرفاته، بل وحاول التوحد والحلول فيي الشخصية التي ابتكرها «أوبو»، كما أن رؤيته للعالم كانت رؤية وحشية لا يحكمها منطق أو عقل علي حد تعبير أحد النقاد، ولكنها مع هذا حققت نجاحا ولقيت صدي واسعا، بل إنها ما فتأت أن شقت الطريق أمام سبل من التجارب والحركات المسرحية التي تركت وما تزال أثرا في المسرح المعاصر.
لقد كان جاري يحاول عن طريق فلسفته هذه أن يستشف عوالم جديدة ومناطق وعي جديدة خارج العوالم المنظورة والنظريات الميتافيزيقية التقليدية. وكان متأثرا إلي حد كبير بالرمزيين إذ لا يجب أن ننسي أن جاري بدأ حياته شاعرا رمزيا تحت جناح المدرسة الرمزية في الشعر التي بلغت اوج ازدهارها إبان حياته.
إن انطلاق أرتو -منذ بدء تنظيراته التي تتضح فيها نظره الخاصة-تتجسد في السعي إلي الفصل بين الفن والثقافة من زيف وفساد ومظاهر خادعة والدعوة إلي عدم الخلط بينهما، حيث يحتفظ الأول بقدرته الإبداعية في حين ينسحق الآخر داخل المؤسسات التي تكونت للحفاظ عليه ولاحيائه.

## الحركة السريالية
تجمع معظم الدراسات علي أن عام 1917 هو العام الذي شهد الولادة الأولي للحركة السريالية وذلك حين أطلق الكاتب المسرحي الفرنسي «غيوم أبولينير» صرخته المسرحية التي عرفت باسم «أثداء تريسياس». وكذلك كا ابولونير نفسه هو أول من استخدم لفظة «سريالي» كوصف، حينما وصف عملا من تأليف «جان كوكتو» عرض بباريس عام 1917 وكان عرضا دراميا موسيقيا راقصا.
حينما وصل أرتو إلي باريس أي عام 1920، كان قد مضي ثلاث سنوات علي أول استخدام لمصطلح السريالية، ولكن إيضا لم يكن المفهوم قد تبلور إلا في عام 1924 أي بعد أربع سنوات مع نشر «إعلان إنشاء مبادئ الحركة السريالية» من قبل «أندريه برتيون»، بهذا العام كان أرتو قد ثبت أقدامه في الوسط الفني والثقافي بباريس، بل إيضا كان من الواضح أن أرتو قد بدأ في تحديد مواقفه الفنية والثقافية في خلال الأربع سنوات التي عاشها بباريس، لهذا كان من السهل انضمامه للحركة.
كذلك كانت السنوات الأربعة كفيلة بأن يحدد أرتو موقفه من المسرح الفرنسي السائد في هذا الوقت، وتلائم أفكاره مع أسس ومفاهيم الحركة السريالية الجديدة آنذاك، حيث أن الحركة السريالية في أولي مقوماتها اعتمدت علي رفض طبيعة المسرح السائد.
و كما جاء في المانفستو الأول عن السريالية داعيا إلي حرية الفرد في ان يكون حاكم نفسه «في كل منا آله» وبناء عليه في مملكة الفن تكون الحرية في أن نبدع دون سيطرة العقل، إنها الحرية التي تتجاوز الموضوعية في المعاني وتفسح المجال للخيال والأحلام واللاوعي لدي المبدعين، تلك الإبداعات التي تقوم للسواد الأعظم من الجمهور والتي يراها تضرب بعمق في حقيقته المستترة، إن مهمة الإبداع تكمن في المشاركة الضرورية بين الفنان والمنطق.

## أهداف الحركة السريالية
للحركة السريالية مبادئ هامة لفهم الفن والحياة بشكل عام، وهذه المبادئ يمكن تلخيصها في
1. رفض العقل والمنطق والقيم الجمالية المتوارثة
2. تخليص الذهن من جميع الأنماط الآلية المفروضة عليه
3. التركيز علي قوة الأحلام والتداعي الحر
4. التعبير الأدبي يتوجه إلي النفس والحياة الداخلية النفسية بما فيها من حالات غياب الوعي كالنوم والأحلام والغيبوبة
5. الكتابة السريعة الغريزية والعزوف تماما عن محاولة الكتابة بصورة واعية من أجل تحقيق تدفق اللاوعي الذي يعتبر المادة الوحيدة للفن.[16]

و قد أثرت الحركة السريالية في البنية المسرحية «فنسفت الحكاية وكسرت التجانس المنطقي بين عناصرها وادخلت علي المسرح مواضيع مستمدة من الحلم والحب المجنون والتحول العجائبي والعنف مما جعل المسرح قالبا للفانتازيا والسخرية».

لقد كان أرتو استعارة حية لعقيدة السرياليين، ويؤكد ذلك في رسالته الأولي لرئيس تحرير مجلة " New Velle " «جاكوب ريفيير» في 5 يونيه1923 ، والتي يقول فيها 
| أنطونين أرتو | اعاني من مرض مخيف في العقل ، عقلي يهجرني في كل الأوقات ، بداية من مرحلة التفكير البسيطة و حتي مرحلة تجسيد الكلمات ... اشكال العبارات ... الارتباط الداخلي الذي يقودني إلي الأفكار ذاتها ... أنا أحيا في مطاردة دائمة لكوني مخلوق مثقف | أنطونين أرتو |

و يعد خطاب أرتو إلي «مدارس بوذا» اوضح مثالا جيدا يوضح ارتباط لأفكاره بما دعاإليه السريايلون، حيث اعتبر ارتو كلا من العقل والمنطق القيدين الذين يكبلاننا داخل إطار ذهنية متحجرة وساذجة، ومن ثم يطرح أرتو التلقائية اللاعقلانية والهذيان كبديلين بإمكانهما تحرير الميول المكبوتة في عملية تطهير شبيهة بأثر عملية التطهير التي نجدها بالتراجيديا الكلاسيكية.
و من هنا إيضا كانت دعوة أرتو إلي مسرح يقوم علي الأساطير، وذلك «لكي نعبر عن الحياة من جانبها الكوني، وهذه الاساطير لن تأتي لا من تقاليد أغريقية ولا من التقليد المسيحي لأنها أصبحت الآن مستهلكة وضعيفة مثل الحضارات التي انبثقت منها».
لم يقد أرتو حياته كاملة لصيقا للحركة السريالية لكنها كانت محطة هامة في تكوين الفكر العام لأرتو، دفعته بعد ذلك إلي "التركيز علي اللاوعي الجماعي من اللاوعي الفردي الذاتي للفنان ورغبته في التوسل بالأسطورة بدلا من الأحلام والرؤي الفردية، وتوسله بالشكل والحركة بدلا من الشكل والكلمة "

كذلك ركز أرتو علي الثورة الروحية فقط، حيث يقول 
| أنطونين أرتو | يطمح الأخرون إلي خلق اعمال فنية ، أما أنا فلا أريد إلا إظهار روحي | أنطونين أرتو |

.

## مسرح جزيرة بالي
يعتبر الشرق ثروة فكرية وممارسة فلسفية وطقوسية نوعية ومتميزة، لما يزخر به من ثقافات متراكمة عبر العصور وحضارات متعاقبة لها جذورها العميقة التي لم يستطع العصر الحديث تجاوزها أو تي الادعاء بالقدرة علي تفسيرها وادراك الروح القوية التي تسري فيها، والتي تمثل سر الامتداد الذي يميزها. ومن هنا كان الشرق مصدر الهام للعديد من الممارسات الثقافية والإبداعية وعلي مستوي الممارسة الفكرية إيضا والمسرح الشرقي القديم علي وجه الخصوص فقد جذب إليه العديد من المسرحين الغربيين لما يمتلك من خاصيتين اساسيتين في الحفاظ علي ذاكرته واتصاله الشديد بالأصول الطقوسية المقدسة.
لقد وجد أرتو مثاله في مسرح الشرقي القديم حيث اكتشف هذه الصلة الوثيقة بين اللغة المسرحية والحركة والأرشادية لهذا المسرح وتلك المجتمعات التي مثلت بدايته ونشأته والتي تتميز بالثقافة الأسطورية والروحانية. ومن أهم هذه العروض الشرقية
1-فن كاثيكالي الهندي
هو عبارة عن تحميس طقوس شعائري تمثل عروضه سلسلة من التحديات والموجهاتو المعاركالضاربة بين قوي الخير «الآلهة» وقوي الشر «الشياطين والجن» وبالنسبة غلي التمثيل فغنه يقوم علي اللعب المؤصلب والتخييل الشعري، لأن النص يعهد به في الغالب إلي روائيين ومنشدين، مما يجعل الممثل متحررا إلي أقصي حد من السلطة اللغوية معتمدا علي التعبير الجسدي وحركاتالذراعيين والأيدي والمكياج والملابس الرمزية وإيضا الحالات الفيزيقية للجسد ويحكم الكاثيكالي وصفه نظام بصري رمزي، فلليد وحدها اربع وعشرين حركة كل حركة تحمل دلالة معينه وشفرة معينة في التفسير.
و علي مستوي النص الدرامي فنصوصه مأخوذة من كلمتين هندوسيتين وهما «الرمايانا» و «المهابهاراتا» مما يحيلنا إلي الطابع الاسطوري ذا الروح الصوفية، أما التأثيث الفضائي للعرض يشكل من مساحة المعبد والديكور عبارة عن قطعة قماش كبيرة يقوم الممثلون بتحويلها وهي تمثل تداخل الأمثلة وتغيرات الزمن.
2-مسرح النو والكابوكي الياباني
النو هو مسرح ديني شعائري يقوم علي أساس المرود الشاماني «نسبة إلي الشامانية، وهو الوسيط بين الفرد والآلة» وهي عادة الطبيعة والقوي الغيبية في آسيا الوسطي، ويعتبر العرض مكانا لمحاورة الأرواح عن طريق الوسيط الروحي والشعائرية التي ترتبط بالديانة البوذية اليابانية، والفضاء في مسرح النو عبارة عن قطعة قماش مرسوم عليها في الوسط شجرة صنوبر تدل علي تلاقي البشر بالآلهة «الأرواح المستحضرة».
الكابوكي: له مرجعية دينية تتمثل في الصراع بين الإله والمودوكي/ مترجم الرسالة الآلهية .
1. أوبرا بكين الصينية:

لا تخضع النصوص الدرامية لهذا النوع الأوبرالي لقوانين الزمان والمكان، ففي أوبرابكين ينوب عن الزمان والمكان جملة غنائية مرمزة، كما أن الشخصيات التمثيلية عبارة عن أدوار ذات وظائف ثابتة وتعتمد علي الحركة الراقصة أو التعبيرية علي نسق رمزي ونمطي، كم أن نسق المكياج وألوانه واشكال الملايش وألوانها تبدو في سياق متعارف عليه يقوم علي دلالاته الواضعة للمتلقي الذي يمثل مشاهدته لهذه الأبرا عملية تجمع الصور الدلالية المركزة . أما الموسيقي فهي تقليدية تعبر عن الحزن والأسي، والحنين إلي الماضي، وتتناوب من المقاطع التي تمثل الإثارة والحيوية.

## ملامح تأثر أرتو بهذه الفنون الشرقية
1. الأسلبة التي تميز كل من «الحركة والملابس والألوان والمكياج».
2. الطقوسية " الموضوعات تمتد للجذور الدينية الطقوسية واستدعاء الأرواح وصراع الإنسان ضد هذه القوي الميتافيزيقية،
3. التعبير الجسدي الذي يحتل مكان مهمة كوسيلة اتصال أساسية .

يمكن اعتبار عام 1931 وهو عام اكتشاف أرتو لهذه الأنواع المسرحية الشرقية، حينما حضر عرضا لفرقة جزر بالي بباريس، أول ما شغل أرتو في مسرح جزر بالي هو الحالة المسرحية التي يخلقها ويحققها العرض والتي تتعلق بصيغ التعبير ومفردات العرض المسرحي وأدواته المسرحية وأدواته الأساسية في التوصيل والتواصل وخلق الجو العام . الذي يحيل إلي عناصر مسرحية صرفة، عناصر قائمة بذاتها هي مكونات المسرح . لقد وجد أرتو في هذا المسرح المعادل الذي يبحث عنه.
يناقض المسرح الشرقي ذو النزعات الميتافيزيقية المسرح الغربي ذا النزعات النفسية . ومجموع الحركات والإشاعات والوقفات والأصوات، التي تتكون منها لغة الإخراج والمسرح، تلك اللغة تبسط نتائجها الجسمانية الشاعرية علي شتي مستويات الوعي، وفي جميع الاتجاهات، تجر الفكر حتما إلي اتخاذ بعض المواقف العقيمة التي يمكن أن نسميها «الميتافيزيقا العاملة».
لا تتحرك الدراما بين المشاعر، بل بين حالات ذهنية تجمدت وتحولت إلي حركات وصور إجمالية . باختصار، يحقق أهالي بالي، بمنتهي الدقة، فكرة المسرح الخاص، حيث لا قيمة ولا وجود لأي شئ -الفكرة وإخراجها- إلا بالقدر الذي يتم به إسقاطه علي خشبة المسرح . وهم يثبتون تفوق المخرج المطلق . تحذف قدرة المخرج الخلاقة الكلمات والتيمات مبهمة، مجردة، عامة للغاية، لا تحييها إلا كثرة الحيل المسرحية المعقدة التي تفرض فكرة الميتافيزيقا المستمدة من استخدام جديد للحركة والصوت.
يرد أهالي بالي - ولديهم حركات وأنواع من الإيماءات تناسب كل ظروف الحياة - للتقاليد المسرحية قيمتها، ويثبتون لنا فاعلية عدد من التقاليد المدروسة جيدا التي تطبق بمهارة خاصة، وقيمتها التأثيرية الكبري . ويكمن

## أرتو ومفهوم الإخراج المسرحي
عرف أرتو الإخراج المسرحي أنه
| أنطونين أرتو | تجسيد مرئي تشكيلي للكلمة ، و هو لغة كل ما يمكن أن يقال و يتم التعبير عنه علي خشبة المسرح بغض النظر عن الكلمة ، لغة كل ما يجد تعبيره في الفضاء | أنطونين أرتو |

.
و قد خلص أرتو إلي هذا التعريف للاخراج استنادا علي تفسيره للعرض البالينيزي الذي أتبت تفوق المخرج، وذلك حيث تحذف قدرة المخرج الخلاقة سلطة الكلمات «تفوق المخرج علي النص»، وقد ارتبط الإخراج عند أرتو بالفضاء المسرحي، فالخشبة هي مصدر الخلق ولذلك فان العرض يستخدم فضاء المسرح بكل أبعاده، ويعتمد الفضاء المسرحي بشكل أساسي علي استبدال ما هو لغة مكتوبة بلغة مرسومة في الفضاء الذي تملؤه الحركات والأشكالو الألوان والصرخات والوقفات.
و يعتمد علي ملئ الفراغ بمجموعة من العناصر وهي:
1. التمثيل «الحركات، الصوت».
2. الموسيقي والإيقاع والرقص .
3. الأزياء .
4. الجمهور .

### التركيز علي العالم الداخلي
إن مسرح القسوة يكشف العالم الداخلي الملئ بالمخزون الخرافي، والحاكيات والاساطير والقصص الميتافيزيقية لأن المسرح كما يراه أرتو، يجب إلا يكون وسيلة للتحليل الاجتمعاعي أو السيكولوجي وإلا تحول إلي ميدان وعظ للحديث عن الأخلاق، وإنما لكي نعبر به عن بعض الحقائق الصوفية التي مكثت مدفونة داخل النفس الإنسانية، لذلك فهو ينادي بمسرح الإرهاب والقسوة ويسعي عن طريقه إلي الكشف عما في الحياة الإنسانية من تهافت واضطراب وتزعزع وعن أسرار اللاوعي.
و في فلسفة ارتو عن مسرح القسوة يتضح لنا آثر المفاهيم السريالية حيث أعلن أرتو في البيانات الخاصة بمسرحه أن السياق الجديد الذي يقدمه مسرح القسوة من حيث الشكل أو المحتوي يقترن بصورة الحياة التي يسرى فيها العنف والحروب والكوارث التي كما أثرت علي النفس الإنسانية فإنها إيضا بالغة التأثير علي الجسد الذي هو وعاء النفس والروح والذي يعد من أهم الوسائل التعبيرية التي تتصدر القائمة في مسرح القسوة .
و تعد هذه النظرية إلي الجسد وربطه بالقسوة من أهم المرتكزات لفلسفة مسرح القسوة حيث يؤكد أرتو ذلك قائلا
| أنطونين أرتو | لا يتعلق الأمر - البتة - بالقسوة الجسمانية او المعنوية بل يتعلق قبل كل شئ بقسوة مرتبطة بعذاب الوجود و شقاء الإنسان في جسده | أنطونين أرتو |

.

### الجسد بين الشرق والغرب
تحت تأثير مسرح الشرق أراد أرتو أن يعيد إلي لغة الحركات والإيماءات مقامها الحق في العمل المسرحي، أحيانا يعبر الجسد عن انفعالات الجماعة وأحلامه ومشاعرها وصراعاتها وطكوحها وأمنيانها، لكن في واقع الأمر هو ذاته منفصل عنها كجسد خاص ينبغي الحفاظ عليه في شكله هذا الخاص النارد الغريب.

## الجسد والصوت
إن الجسد تحت وطأة شعور قوي يتفاعل، فينتج صوتا مقعرا وتتدفق الدموع ، وفي حالات أخرى ، بلا ضغوط يصبح الصوت رخيما ينساب في صفاء، أما الصوت فهو هذا الانبساط ، هذه الاستطالة للجسد المصوت في تجاوزه لذاته في الفضاء . والحالة الانفعالية كثيرا ما تؤثر علي درجه الصوت وطبيعته وقوته ونقائه ، ولا يشترك في إنتاج الصوت فقط الحنجرة والجهاز التنفسي بل توجد في مجموعة من الرنانات التي تحدث لها اهتزازات ، ويتم ساعتها التواصل بين المخ والبطن والنفس وحتي أطراف اليد وأصابع القدم ، ولذلك نجد أن بعض الممثلين الذين ليس لديهم أي وعي بأجسادهم يجدون أنفسهم في مواجهه مشاكل صوتية أحيانا ما تكون بلا حل.
لقد با الجسد ياخذ مكانة في الترتبية الهرمية بين وسائل التعبير والاداء " فلم يعد هذا الجسد متقهقرا زراء عضو مصوت يصدر المعني من خلال كلمات بل أصبح يعبر بواسطة أوضاع تتسم بالفصاحة وتنقلات دالة في الفضاء ، هذا الجسد الفاعل الذي لا يكتفي بأن يكون مجرد مصورا بينما الشفتان وحدهما تسردان خطابا ما.

### تقنيات مسرحية
في مجال المعمار المسرحي ، يري أرتو ضرورة ألغاء خشبة المسرح واستبدالها بمكان متسع ليس به حواجز تفصل بين المتفرج والممثل ، وهو يقرر أن عروضه المسرحية لن تحتاج إلا ألي بناء معماري ، مكون من جدران خالية من الزخارف أو أي رسوم إيحائية ، بالإضافة إلي مقاعد غير مثبتة تتحرك في كل الاتجاهات حتي يمكن للمتفرج متابعة العرض المسرحي الذي يدور في أماكن متفرقة من الصالة ، وعلي مستويات مختلفة بعضها أفقي وبعضها رأسي ، ويهدف هذا المفهوم السينوجرافي إلي شعور المتفرج أنه في وسط الفعل المسرحي ، وأن الخبرات المسرحية تأتيه من أماكن مختلفة ، ويعد هذا التصور أحد الأعمدة الرئيسية في مسرح الواقعة كما صاغة المخرج «آلان كابروف» في أمريكا في أوائل الستينات .
في مجال الأداء التمثيلي يولي أرتو الممثل أهمية خاصة ، ذلك لأن تحقيق ما يرمي إليه من نظريات ، يعتمد بالدرجة الأولي علي حيوية الممثل وقدرته علي التعبير ، وعلي الاستحواذ علي مشاعر المتفرج ، ولم يصغ أرتو أسلوبا أدائيا ، أو حتي بشر بقواعد أسلوبيه كما فعل مايرهولد وكريج ، بل علي العكس من ذلك أعطي أرتو الممثل حرية واسعة لتحديد أسلوبه التمثيلي ، وكان يري أنه لا توجد قواعد ملزمة توجب علي الممثل ضرورة الاستمساك بها ، بشرط أن يمتلك الممثل قدرات حركية وصوتية هائلة تمكنه من الرقص والحركة والغناء ، كما يشترط آرتو في الممثل ضرورة امتلاكه لنوع من العضلات العاطفية ، التي تتوازي مع مهاراته الجسدية . ومعني هذا أن آرتو يري أنه لا توجد قواعد ملزمة في مجال الأداء التمثيلي يطلب من ممثله كل شئ في مجال الأداء التمثيلي ، كما أن الجهد التنظيري الذي صاغه آرتو ، ليؤسس مفهوم مسرح القسوة يفترض وجوبا وجود ممثل له قدرات مهارية عالية جدا ولا تتحقق هذه المهارات ، إلا عن طريق إلزام الممثل بقواعد أسلوب تمثيلي كان حريا بآرتو ، أن يؤسس له نظريا أو تطبيقيا.
و من أهم مساهمات آرتو في مجال التقنية ، هي دعوته لامتزاج شخصية المؤلف وشخصية المخرج في شخصية واحدة . ويرجع هذا إلي رفض آرتو ما أسماه بدكتاتورية المؤلف التي تقود حتما إلي تقديس النص المسرحي واعتباره محور العرض المسرحي ، لان ذلك من شأنه أ يحيل تجربة العرض المسرحي إلي تجربة لغوية أدبية ويقول في هذا الصدد
| أنطونين أرتو | ستنصب لغة المسرح النموذجية في الإخراج ، لا اعتباره مجرد درجة انكسار النص علي خشبة المسرح ، بل باعتبار نقطة انطلاق الخلق المسرحي كله . إن استخدام هذه اللغة و تناولها ستذيبان الازدواجية القديمة بين المؤلف و المخرج و استبدالها بخالق فريد من نوعه | أنطونين أرتو |

.
إذ ما تملينا مليا بمسرح أرتو فإننا نجده يقوم علي مبدأ أساسي وهو نسف النص وتحطيمه للتحرر من كل القيود والمكبلات التي تحيد بالمسرح عن منحاه التحرري الدئم التجدد ، باسترجاع طبعه الاحتفالي والتحرر من الكلمة التي أثقلت كاهله ، والتركيز علي الحركة ولغة الجسد فقد عرف مسرح القرن العشرين اهتماما متزايدا بالحركة ودور الجسد ، وتعددت اتجاهات التعامل مع الحركة ضمن الرغبة في تنضير المسرح والابتعاد به عن سيطرة النص والكلام . فقد ظهرت توجهات تنادي بالعودة بالمسرح لأصوله الطقسية الأولي حيث كانت حركة الجسد ذات طابع قدسي ..
لقد رأي أرتو بأن الكلمة حري بها أن تكون لصيقة فنون أخرى ، لأنها من منظور درامي جانب سثقل كاهل العمل المسرحي ، وقد تغيب أشياء كثيرة ، بل إنها تسهم أحيانا في التعتيم علي المعني الحقيقي لما يرد في الإبداع المسرحي ، لإنها تنوء بحمل المعني فلا تقوي علي حمله وإبرازه ، ومن ثمة تغيب الجوهر الحقيقي الذي يسعي المبدع إلي ايصاله إلي المتفرج ، أو رفع المتفرج إلي مستواه ليعيش تلك الحالة الشعورية والوجدانية السامية التي يرغب المبدع المسرحي في الوصول إليها . وتحقيق هذه الحالة لا يكون إلا بتضافر مجموهة من العناصر ، من شأنها أن تحقق نقلة نوعية في المسرح المعاصر باتحادها في تقديم هذه الرؤية ، وهذا ما سعي أرتو جاهدا لتحقيقه معبرا عن ذلك بقوله
| أنطونين أرتو | إنني ازعم ان للحواس شعرا ، كما أن اللغة شعرا ، هذه اللغة الحسية الفيزيقية التي التي أعنيها هي حقا لغة مسرحية بقدر ما تستطيع أن تعبر عن أفكار لا تطالها اللغة المنطوقة ... و كل شعور صادق هو في حقيقته غير قابل للترجمة .. و العبير عنه خيانة له .. و بهذا فكل صورة أو استعارة أو تكوين يسدل القناع علي ما يمكن أن يسفر عنه لهو أغني بالدلالة الروحية من وضوح الكلمات و قدرتها علي التحليل | أنطونين أرتو |

.

## معلومات
- جزيرة بالي : هي جزيرة ضمن ثمانمائة جزيرة تتكون منها دولة إندونيسيا ، تتميز بغاباتها الغزيرة والخضراء ، والتي لا تدخلها أشعة الشمس إلا من خلال إضاءات قليلة تستطع من خلال أوراق الأشجار ، بجبالها ومرتفعاتها الشاهقة والدائمة الأخضرار ، وهي جبال بركانية عادة ما تتنفس بإخراج دخان حرارتها الداخلية كدلالة علي نشاط ومن تلك المرتفعات العالية تصب المياه الغزيرة مكونة أنهارا ، وتمتاز مياهها العذبة بنقائها ويعيش غالبية السكان في قري صغيرة .
- فن كاثيكالي : فن كلاسيكي رصين ، منحدر من ولاية كيلالا ، ويقوم علي اعتبار المسرح هبه ألهية منبثقة من الثالثون الهندوسي : البرهمان ، الفسيوجي ، الشيفا ، ويعتبر العرض المسرحي بمنزلة " قربان بصري ، حيث تحضر الآلهة لتعمير النظام و الحق في تناسخ ادمي .
- الرمزية هي حركة تجريبية بحتة وضعت لدي ظهورها لبنة لتحولات جذرية في فن المسرح سواء علي مستوي الكتابة أو الإخراج ، علي الرغم من أنها رفضت التركيز علي العرض المسرحي، إلا أن أعمال أصحابها شكلت محطة هامة في تطور الصورة البصرية في العرض المسرحي ، كما ركزت علي أداء الممثل ، حيث كانت ترمي إلي إعطاء حركة الممثلين علي الخشبة طابعا قدسيا .

## روابط خارجية
- أنطونين أرتو على موقع IMDb (الإنجليزية)
- أنطونين أرتو على موقع الموسوعة البريطانية (الإنجليزية)
- أنطونين أرتو على موقع روتن توميتوز (الإنجليزية)
- أنطونين أرتو على موقع مونزينجر (الألمانية)
- أنطونين أرتو على موقع ألو سيني (الفرنسية)
- أنطونين أرتو على موقع ميوزك برينز (الإنجليزية)
- أنطونين أرتو على موقع أول موفي (الإنجليزية)
- أنطونين أرتو على موقع قاعدة بيانات الأفلام السويدية (السويدية)
- أنطونين أرتو على موقع إن إن دي بي (الإنجليزية)
- أنطونين أرتو على موقع ديسكوغز (الإنجليزية)